# Ocean Voyagers
Ocean Voyagers è un documentario statunitense del 2007 di Joe Kennedy e di Feodor Pitcairn. Il film è narrato interamente da Meryl Streep.

## Riconoscimenti
- Jules Verne Adventure Film Festival 2008: miglior documentario